# Климат Ейска
Климат Ейска — влажный континентальный с жарким летом и без сухого сезона (по классификации Кёппена) или умеренный, переходный от океанического к материковому с недостаточным увлажнением (по классификации Алисова). Среднемесячные значения температуры воздуха схожи со значениями, характерными для города Нью-Йорка. Однако в отличие от северо-восточного побережья США, климат в Ейске отличается меньшим количеством осадков, а также отсутствием частых перепадов температур.

### Температура воды
| Температура воды в Ейске (1977—2006 гг.) | Температура воды в Ейске (1977—2006 гг.) | Температура воды в Ейске (1977—2006 гг.) | Температура воды в Ейске (1977—2006 гг.) | Температура воды в Ейске (1977—2006 гг.) | Температура воды в Ейске (1977—2006 гг.) | Температура воды в Ейске (1977—2006 гг.) | Температура воды в Ейске (1977—2006 гг.) | Температура воды в Ейске (1977—2006 гг.) | Температура воды в Ейске (1977—2006 гг.) | Температура воды в Ейске (1977—2006 гг.) | Температура воды в Ейске (1977—2006 гг.) | Температура воды в Ейске (1977—2006 гг.) | Температура воды в Ейске (1977—2006 гг.) |
| Месяц                                    | Янв                                      | Фев                                      | Мар                                      | Апр                                      | Май                                      | Июн                                      | Июл                                      | Авг                                      | Сен                                      | Окт                                      | Ноя                                      | Дек                                      | Год                                      |
| Абсолютный максимум                      | 5,3 °C                                   | 5,4 °C                                   | 11,4 °C                                  | 19,1 °C                                  | 26,4 °C                                  | 28,2 °C                                  | 30,3 °C                                  | 30,7 °C                                  | 26,0 °C                                  | 20,5 °C                                  | 12,9 °C                                  | 8,4 °C                                   | 30,7 °C                                  |
| Средняя                                  | 0,5 °C                                   | 0,5 °C                                   | 2,9 °C                                   | 10,3 °C                                  | 17,6 °C                                  | 22,5 °C                                  | 24,9 °C                                  | 24,0 °C                                  | 18,9 °C                                  | 12,0 °C                                  | 5,3 °C                                   | 1,5 °C                                   | 11,8 °C                                  |
| Абсолютный минимум                       | −0,7 °C                                  | −0,6 °C                                  | −0,5 °C                                  | 0,4 °C                                   | 9,9 °C                                   | 15,5 °C                                  | 18,6 °C                                  | 17,1 °C                                  | 10,1 °C                                  | 0,9 °C                                   | −0,4 °C                                  | −0,8 °C                                  | −0,8 °C                                  |
| ---------------------------------------- | ---------------------------------------- | ---------------------------------------- | ---------------------------------------- | ---------------------------------------- | ---------------------------------------- | ---------------------------------------- | ---------------------------------------- | ---------------------------------------- | ---------------------------------------- | ---------------------------------------- | ---------------------------------------- | ---------------------------------------- | ---------------------------------------- |

## Климатограмма
| Показатель                     | Янв. | Фев. | Март | Апр. | Май  | Июнь | Июль | Авг. | Сен. | Окт. | Нояб. | Дек. | Год  |
| ------------------------------ | ---- | ---- | ---- | ---- | ---- | ---- | ---- | ---- | ---- | ---- | ----- | ---- | ---- |
| Абсолютный максимум, °C        | 15   | 19   | 28   | 29   | 33   | 37   | 39   | 38   | 34   | 32   | 27    | 16   | 39   |
| Средний суточный максимум, °C  | 1,2  | 0,2  | 4,7  | 13,4 | 21   | 25,2 | 27,9 | 27,1 | 21,4 | 14,5 | 7,1   | 1,5  | 13,8 |
| Средняя температура, °C        | −3,9 | −3,3 | 1,1  | 9,2  | 16,8 | 21,3 | 24,2 | 23,2 | 17,6 | 10,8 | 4,0   | −1,1 | 10,0 |
| Средний суточный минимум, °C   | −6,7 | −6,4 | −1,9 | 5,6  | 12,8 | 17,7 | 20,4 | 19,4 | 14   | 7,5  | 1,5   | −3,6 | 6,7  |
| Абсолютный минимум, °C         | −30  | −29  | −31  | −5   | −1   | 4    | 13   | 9    | 1    | −6   | −20   | −25  | −31  |
| Норма осадков, мм              | 36   | 34   | 31   | 33   | 36   | 46   | 48   | 46   | 29   | 39   | 39    | 39   | 456  |
| Температура воды, °C           | 6,6  | 1    | 7,7  | 9    | 17,5 | 22,2 | 24,9 | 23,7 | 18,6 | 11,6 | 10,7  | 7,9  | 13,5 |
| Источник: Туристический портал |      |      |      |      |      |      |      |      |      |      |       |      |      |

## Времена года

### Зима

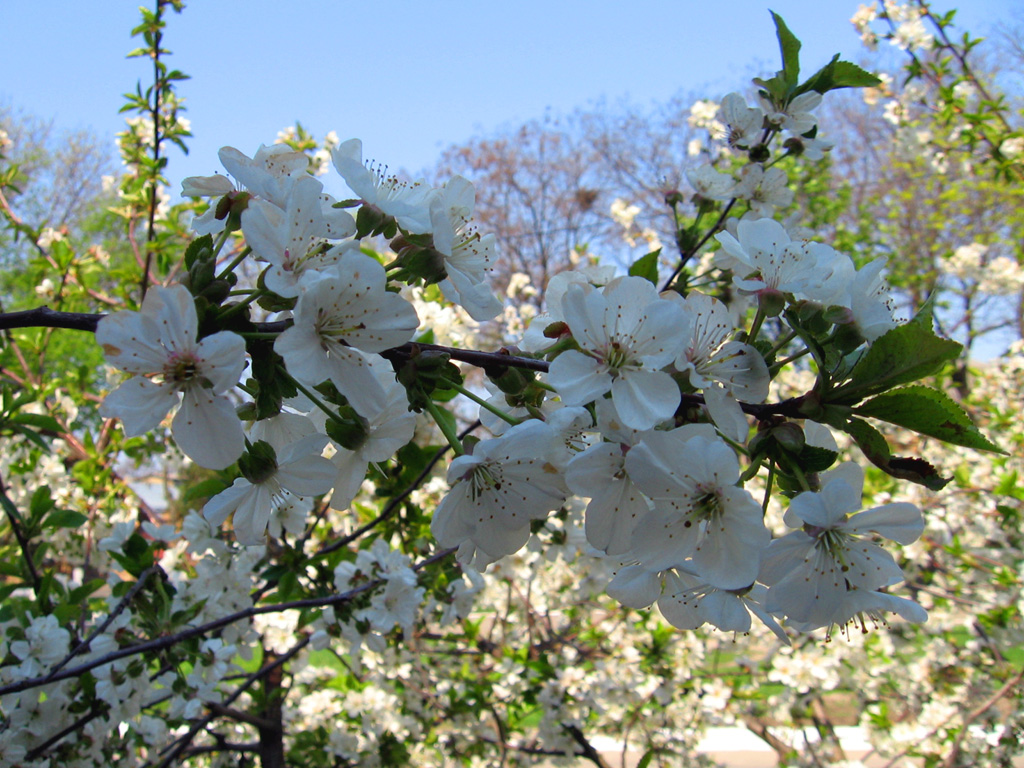
Во второй половине апреля

Зима в Ейск приходит довольно поздно. Первый снег появляется не раньше середины декабря, поэтому Новый год чаще всего бывает бесснежным. Средняя температура января равна −4 °C. Снежный покров не бывает по-настоящему устойчивым и редко когда держится более двух недель подряд. Однако, морозы ниже −10 °C в Ейске — совсем не редкость. В отдельные годы температура зимой на короткое время опускалась ниже −25 °C.

### Весна
Весна, как правило, окончательно утверждается в районе Ейска в середине апреля, когда деревья покрываются молодой листвой, а в городских парках и садах расцветают тюльпаны, нарциссы, сирень и фруктовые деревья. И хотя погода в это время может быть довольно изменчивой, в целом она благоприятствует для прогулок на свежем воздухе. Уже в мае морская вода прогревается в среднем до +17,5 °C, что позволяет открыть купальный сезон.

### Лето
Лето в Ейске очень тёплое и солнечное, среднесуточная температура в июле +24 °C, относительная влажность около 60 %. Летний зной смягчается морскими бризами. Дождливых дней обычно немного, а сами осадки проходят, как правило, в виде коротких ливней и гроз. Средняя температура морской воды в июне +22,2 °C, в июле +24,9 °C, в августе +23,7 °C.

### Осень

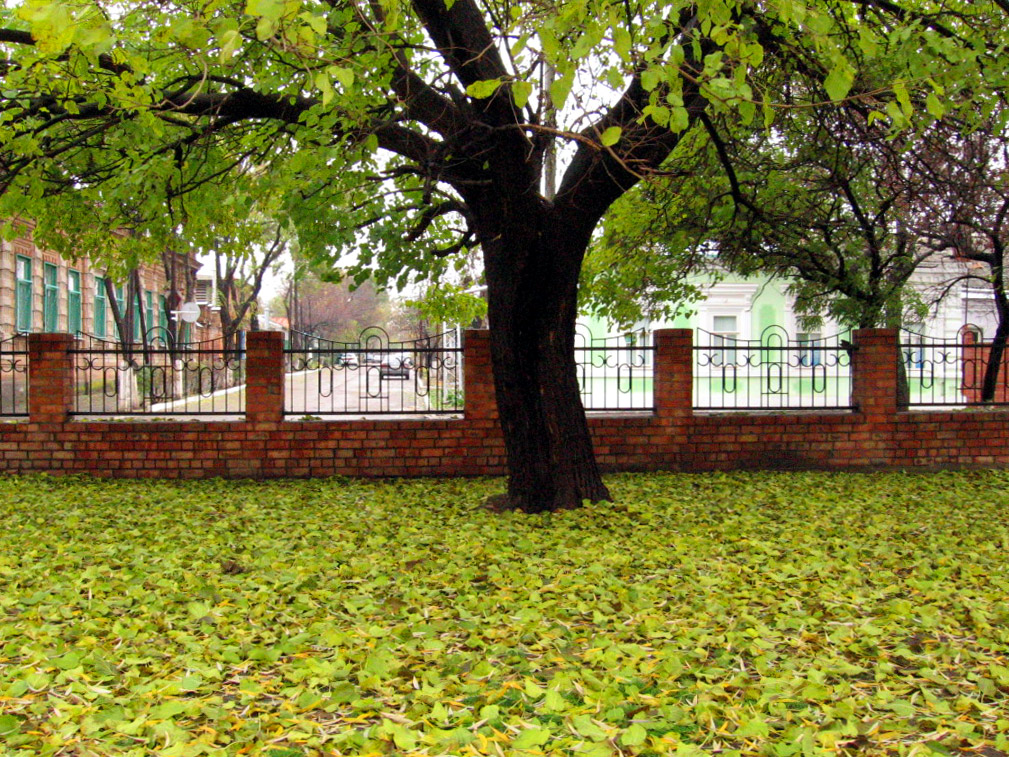
В конце ноября

Начало осени в Ейске — так называемый «бархатный» сезон. Температура воды в сентябре равна +18,6 °C, что позволяет продлить отдых на побережье до конца месяца. Для осени в Ейске характерна солнечная, сравнительно тёплая, но ветреная погода. К октябрю городские парки приобретают одновременно зелёные, золотистые и багровые тона. На некоторых деревьях зелёная листва держится вплоть до конца ноября, до первых ночных заморозков.